# Erie Insurance Arena
Le Erie Insurance Arena, anciennement connu sous le nom de Louis J. Tullio Arena, est une salle omnisports située à Érié en Pennsylvanie. Elle est nommée d'après une compagnie d'assurance locale appelée "Groupe d'assurance Érié."
Depuis 1996, c'est la patinoire des Otters d'Érié de la Ligue de hockey de l'Ontario. C'était également le domicile des BayHawks d'Érié de la NBA Development League et des actuels BayHawks d'Érié de la NBA Gatorade League. C'est aussi le domicile des RiverRats d'Érié de l'American Indoor Football Association depuis 2008. Le Erie Insurance Arena a une capacité de 5524 places pour le hockey sur glace et 7938 places assises pour les concerts, puis dispose de 5 suites de luxe.

## Galerie

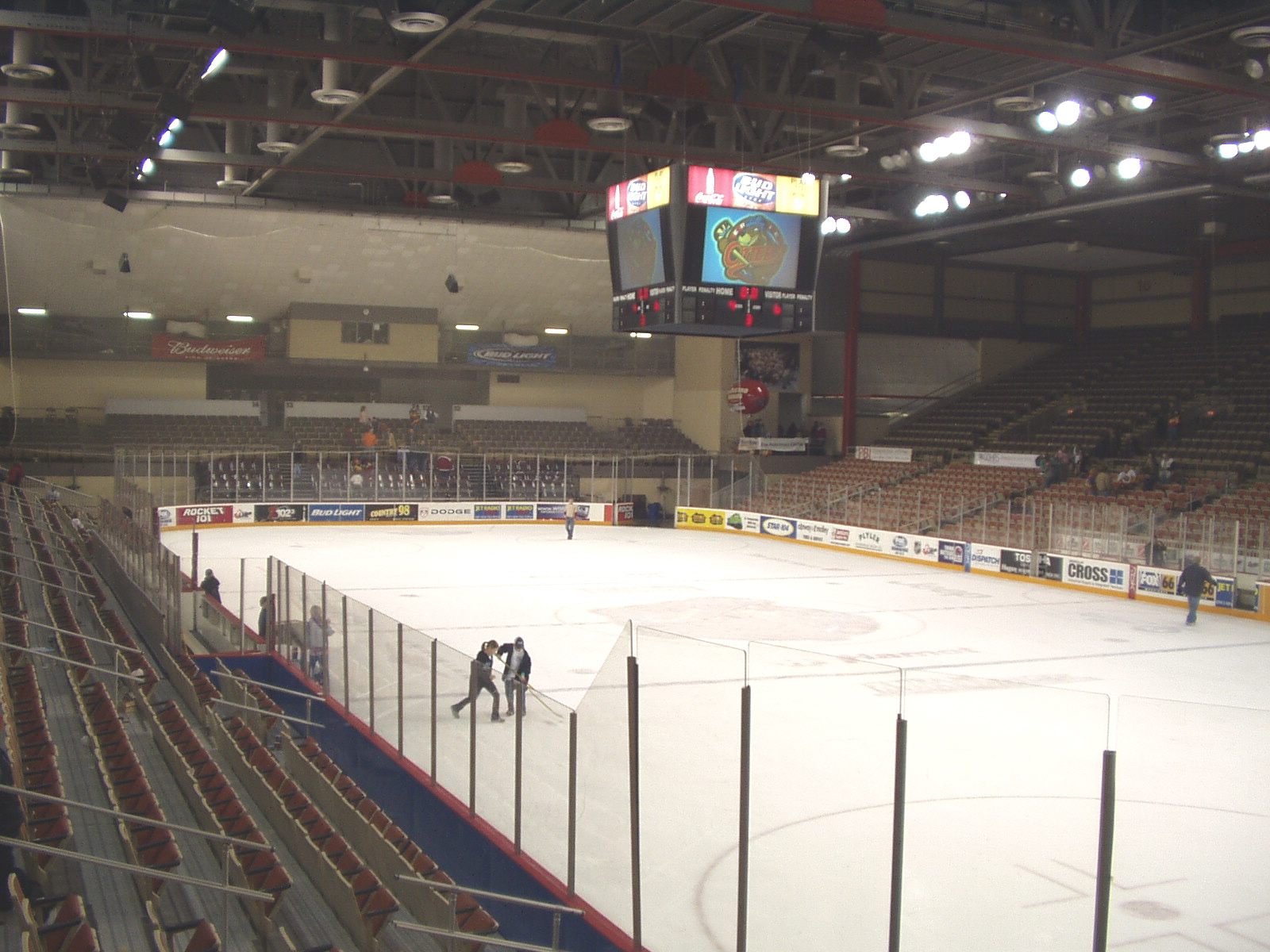
Intérieur 2008
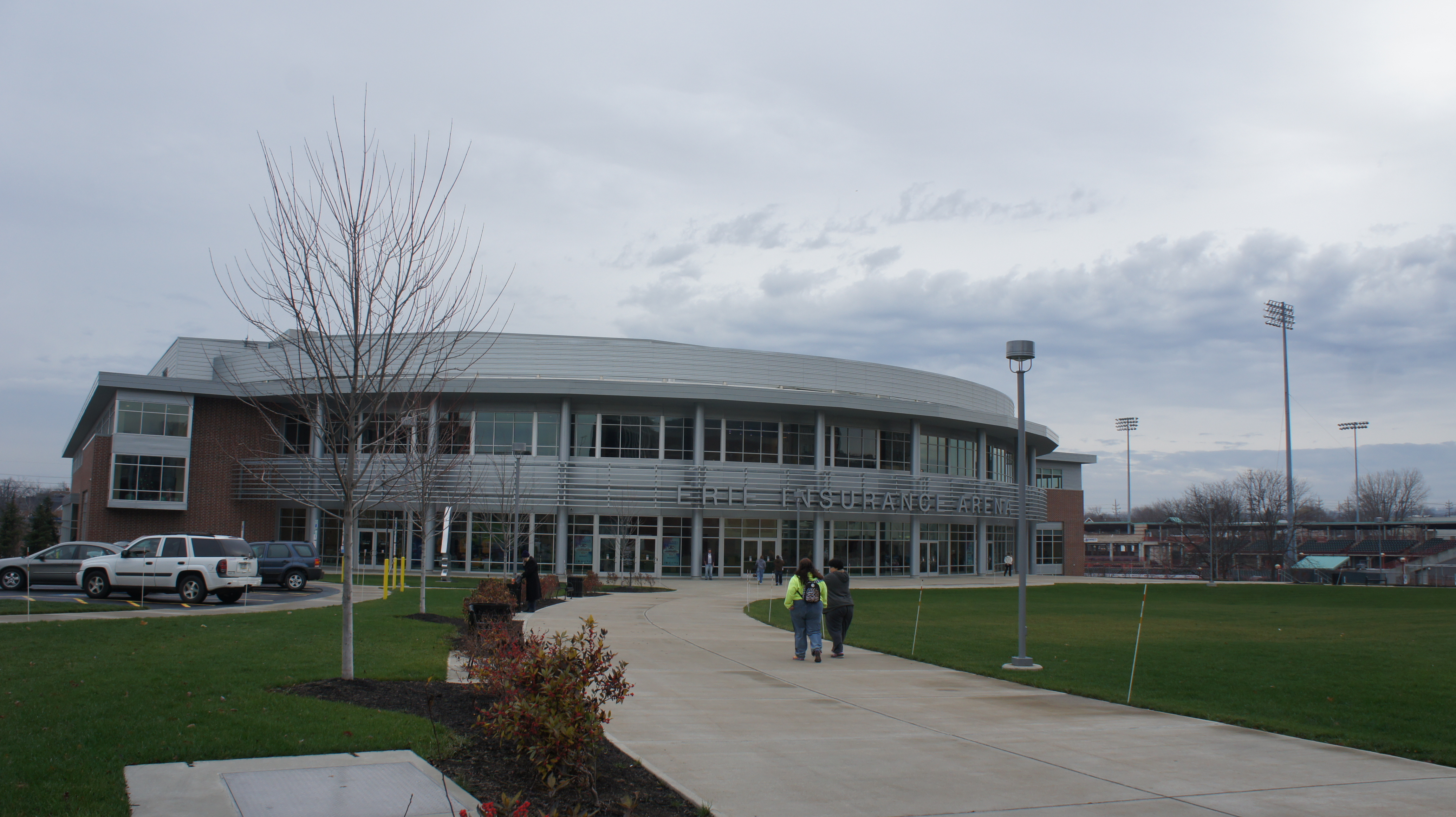
Extérieur